# تشارلز داريلنغتون
تشارلز داريلنغتون (بالإنجليزية: Charles Darlington)‏ هو دبلوماسي أمريكي، ولد في 1901 في نيويورك في الولايات المتحدة، وتوفي بنفس المكان في 11 أبريل 1986.